# Votština
Votština (votsky vaďďa tšeeli, psáno také jako vađđa ceeli) je ugrofinský jazyk, jímž se mluví v oblasti severozápadního Ruska, konkrétně ve dvou vesnicích, Krakolje (Jõgõperä) a Lužicy (Luuditsa). V roce 2008 žilo podle odhadů UNESCO okolo 20 mluvčích,> z nichž všichni jsou starší lidé. Jazyk pomalu vymírá a je zapsán v Červené knize ohrožených jazyků jako kriticky ohrožený. Zároveň je také jedním z jazyků, které Ethnologue klasifikuje jako téměř vymřelé.
Hlavními důvody úpadku jazyka byla rusifikace a také fakt, že samotní Votové nebyli nikdy početný národ. Velký vliv měl i zákaz používání votštiny po druhé světové válce a četné přesuny obyvatelstva. Většina Votů, jejichž celkový počet je okolo 80, dnes už votštinu neovládá vůbec nebo spíše pasivně a mluví hlavně rusky. Morfologie a fonetika jednotlivých mluvčích se od sebe mírně liší, protože votština nikdy nebyla kodifikována a nemá tudíž jednotná gramatická pravidla. Dodnes rovněž neexistuje ani její oficiální psaná podoba. V posledních několika letech se Votové snaží o obnovení svého jazyka.
Votština je rozdělena na čtyři hlavní nářeční skupiny: východní, západní (dělící se dále na mätši, orko a vaipooli), krévinské a kukkuzské, z nichž všechny, až na západní vaipoolské nářečí, vymřely. Celkově je z baltofinských jazyků nejvíce podobná estonštině, její slovní zásoba obsahuje i řadu slov přejatých z ruštiny a některá nářečí byla silně ovlivněna ižorštinou.

## Název ajeho původ
Původ názvu vaďďa není zcela jasný. Dříve se předpokládalo, že vzniklo ze slova vakja („klín“), což je přejaté slovo z baltských jazyků (srov. lotyšské vadžis, litevské vagis). Podle nejnovějších studií však tato teorie není pravděpodobná a finský lingvista Jorma Koivulehto přisoudil původ tohoto slova k názvu nějakého území. Riho Grünthal, profesor baltofinských jazyků na univerzitě v Helsinkách, jej například spojoval s různými variantami názvu jihoestonského kraje Valga, které se kdysi používaly (Waiga, Wagia a Vaia). Slovo vaďďalaizõt („Votové“), jehož základem je právě vaďďa, pak původně mohlo znamenat „lidé z Valgy“. Podle jiné teorie s názvem vaďďa souvisí také označení vuowjoš, což je jedno z několika jmen Sámů, které používali pro označení sebe samých.
Pro název vaďďa tšeeli existuje ve votštině archaické synonymum maatšeeli, což je složenina slov maa („země“) a tšeeli („jazyk“) – doslova tedy „jazyk země“. Podobným způsobem označují Votové nejen jazyk, ale i sami sebe, a to jako maavätši (případně maaväci), kde slovo vätši znamená „národ, lid“. Obdobu těchto synonym lze najít také v estonštině (jazyk jako maakeel, národ jako maarahvas) a jihoestonských nářečích (maakiil), kam patří nářečí võro, seto, mulgi a tartu. Tato synonyma vždy označují národní jazyk daného etnika nebo etnikum samotné.

## Vztah kjiným jazykům
Přestože se votština řadí jako samostatný jazyk, někteří lingvisté tvrdí, že se jedná o dialekt estonštiny, které je z baltofinských jazyků nejvíce podobná. Podle estonského lingvisty Paula Aristeho lze však známky vlivu votštiny najít i v některých severovýchodních estonských dialektech, konkrétně v obci Vaivara a na pobřeží Čudského jezera, nebo v řadě finských dialektů v západní Ingrii.
Kromě estonštiny se votština podobá také livonštině a ižorštině. Spolu s ižorštinou se oba jazyky navzájem ovlivňovaly, což je patrné jak v kukkuzském nářečí votštiny, tak i v dolnolužském nářečí ižorštiny. Kukkuzské nářečí již přímo nereflektuje charakteristické prvky votštiny a některými lingvisty bylo označeno spíše za dialekt ižorštiny. Podobně i vaipoolské nářečí nese známky silného vlivu ižorštiny a Paul Ariste jej označil za míšeninu dvou jazyků.
Ve votštině je také mnoho slov původem z ruštiny, např. tšetvertti (rusky четверть, „čtvrtina“), ležia (лежать, „ležet“) nebo śtšetina (щетина, „štětina“). I přes dlouhodobé působení ruštiny si však dokázala zachovat charakteristické rysy ugrofinského jazyka a nebyla ovlivněna v takové míře, jako např. jí příbuzná livonština lotyštinou. Livonština patří podobně jako votština mezi kriticky ohrožené jazyky. S votštinou ji spojuje především přítomnost středních samohlásek a redukce souhlásky h (srov. finské hammas, votské ammaz a livonské āmbaz).

## Nářečí

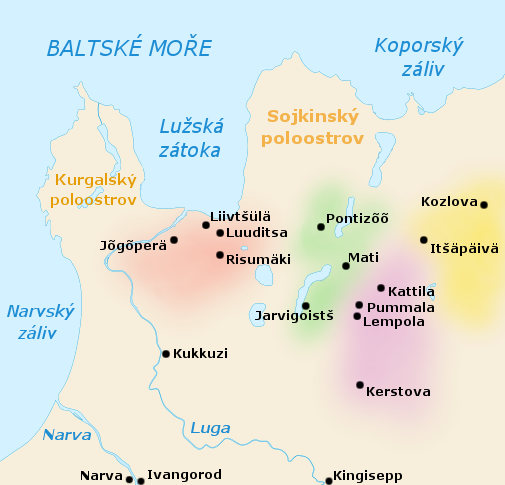
Přibližné vyznačení vesnic a jejich rozdělení na západní a východní nářečí:
Vaipooli
Orko
Matši
Východní nářečí

Votština se tradičně rozděluje do čtyř hlavních nářečních skupin:
- † Východní nářečí – vesnice Koporje (Kabrio), Icipino (Itšäpäivä), Kozlova, Podmoščje (Mahu), Klimatino (Kliimettina), Ivanovskoje (Iivanaisi).
- Západní nářečí – ústí řeky Lugy; dále se dělí na:
  - † Mätši – vesnice Kotly (Kattila), Rannolovo (Lempola), Pumalicy (Pummala), Undovo (Untovõõ), Pilovo (Pihlaala), Kerstovo (Kõrstõva).
  - † Orko – vesnice Pondělovo (Pontizõõ), Velikino (Velikkä), Korvetino (Kõrvõttula), Mattija (Mati), Savikino (Savvokkala), Babino (Jarvigoiśtš).
  - Vaipooli – vesnice Krakolje (Jõgõperä), Lužicy (Luuditsa), Verchnije Lužicy (Risumäki), Mežniki (Rajo).
- † Kukkuzské nářečí – vesnice Kurovicy (Kukkuzi).
- † Krévinské nářečí – v Lotyšsku v okolí města Bauska.

Západní nářečí se dělí na další tři skupiny: matši (v překladu „kopec“), orko („údolí“) a vaipooli. Podle jiného rozdělení se nářečí mätši a orko zařazují do samostatné skupiny středních nářečí, zatímco vaipoolské a kukkuzské se řadí jako zastupitelé západní skupiny. Někdy se také z nářečí orko zvlášť vyčleňuje nářečí pontizõõ. Vzhledem k tomu, že jazyk nemá jednotnou formu a každý mluvčí mluví svým vlastním idiolektem, lze se setkat i s rozdělením na podskupiny nářečí, jejichž jméno je dáno podle vesnice, kde se jimi mluví, např. nářečí kattilské podle vesnice Kattila.
V současnosti jsou vymřelá všechna nářečí s výjimkou západního vaipoolského nářečí, kterým se stále mluví. Jako první vymizelo krévinské nářečí, pravděpodobně někdy v polovině 19. století. Východní nářečí bylo v ohrožení již na počátku 20. století, jeho poslední známý mluvčí zemřel v roce 1960 ve vesnici Icipino. V těchto letech vymřely taktéž západní nářečí mätši a orko. Kukkuzské nářečí zaniklo v 80. letech 20. století.

### Krévinské nářečí
Krévinskou votštinou mluvili potomci votských válečných zajatců, kteří byli v letech 1444–1447 zajati a deportováni do okolí Bausky v Lotyšsku řádem německých rytířů. Ještě v roce 1805 se odhadovalo, že v okolí Bausky žije asi 1 200 Krévinců, nicméně podle místního kněze Karla Lutzau zde o pět let později v roce 1810 zbývalo posledních 12–15 mluvčích krévinské votštiny, z nichž všichni byli starší lidé. Anders Johan Sjögren po své výzkumné cestě v roce 1846 usoudil, že už z této oblasti votština téměř vymizela. Původně se předpokládalo, že pravlastí Krévinců je Estonsko nebo ostrov Saaremaa. Příbuznost krévinštiny k votštině jako první rozpoznal až Ferdinand Johann Wiedemann v roce 1871. Samotná krévinština nebyla nikdy dobře prozkoumána a dochovalo se z ní jen okolo 600 slov. Od ostatních nářečí se liší zejména zachováním plozivy k tam, kde jinde došlo k její palatalizaci na afrikátu tš, nicméně další změny charakteristické pro votštinu se u ní zachovaly.

#### Ukázka
| krévinština    | Meģģi ise taiwâs! Jadku elka śiwu śenna, tulap meģģi tiwi śivu riikki! Śiwu meele se iggauka, kui taiwâs, ni kans ma bēli. Meģģi arma leipe anna meli tennawa, ģedde meggi padudd, kui me jattim umili nisi meli jad. Elas meite kurja sad. Śewon wodse kurģe miusse erre. Jo siula kalpap śiwu kikki śiwu appi un śiwu üwiwi śewonśe śewonśe. Amen! |
| stará votština | Izä meďė, kumpa õlet taivaiza! Pühättü õlkō nimes sinū, liƫi-tulkō sinū valtas, õlkō nimes sinū tahtos nī māza kui taivaizia. Anna meile tänänne meďė õka-päivädnē leipäni ja älä sāta meitä manituhsēse, a pǟssä meitä pahassa. Kui sinū on valta ja võima ja slava, igǟ kõikē. Amen!                                                               |
| čeština        | Otče náš, jenž jsi na nebesích! Posvěť se jméno tvé, přijď království tvé, buď vůle tvá jako v nebi, tak i na zemi. Chléb náš vezdejší dej nám dnes a odpusť nám naše viny, jako i my odpouštíme našim viníkům a neuveď nás v pokušení, ale chraň nás od zlého. Neboť tvé je království i moc i sláva navěky. Amen!                                  |

## Výzkum
Votština byla „objevena“ v roce 1783 narvským pastorem F. L. Treffurtem. První votsky psaná slova byla zaznamenána ve srovnávacím slovníku Linguarum totius orbis vocabularia comparativa z roku 1789 od německého zoologa Petera Simona Pallase. Stejně jako všechny ostatní rané votské písemnosti byla i tato hesla psána ve starém ruském pravopise, jenž se používal až do konce 19. století. V roce 1856 sestavil finský lingvista August Ahlqvist první votskou gramatiku, Wotisk grammatik jemte språkprof och ordförteckning. Popisuje v ní hlavně kattilský dialekt votštiny, pro jehož zápis použil latinku obsahující diakritiku. Kromě mluvnického a fonologického popisu votštiny obsahuje kniha také slovník a mnoho ukázek votštiny jak z prózy, tak i z poezie. Významnost této gramatiky spočívá i v tom, že v ní Ahlqvist zachytil mnoho prvků, které později z votštiny vymizely.
O sestavení psané podoby votštiny se pokusil až v roce 1922 votský lingvista Dmitrij Cvetkov, a to pomocí cyrilice. Z různých důvodů se však neujala. V témže roce sepsal i další gramatiku s názvem Vadja keele grammatika (Эсимейн’ ваддя чээлэ грамаатикк), jež čerpala hlavně z jõgõperského nářečí. Kvůli jeho smrti však toto dílo zůstalo nedokončené a bylo uloženo do archivu. Mimo to Cvetkov vyučoval votštinu a sbíral různé materiály týkající se Votů a jejich kultury. Přeložil do votštiny povídku Vaňka od Antona Pavloviče Čechova a sepsal slovník jõgõperského nářečí (Vatjan kielen Joenperän murteen sanasto). Ten však dlouho existoval jen v ručně psané podobě a svého vydání se dočkal až v roce 1995 díky Johanně Laakso.
Během druhé světové války navštívili Ingrii estonští lingvisté, a to v letech 1942 a 1943. Mezi nimi byl také Paul Ariste, který nashromáždil doposud největší sbírku o votském jazyce a kultuře (celkem 5 269 stran). Roku 1948 vydal další votskou gramatiku pojmenovanou Vadja keele grammatika, která byla později vydána také v angličtině pod názvem A Grammar of the Votic Language. Byla založena především na dialektu votštiny z Kattily a jejího okolí, ostatním nářečím věnoval jen menší pozornost a krévinské a kukkuzské nářečí vynechal úplně. K zápisu votštiny používal uralskou fonetickou abecedu. Paul Ariste se v průběhu let ještě několikrát vrátil do Vaipooli a zkoumal dál votský jazyk a kulturu až do roku 1975. Od 70. let se výzkumem votštiny zabývá Heinike Heinsoo z Univerzity v Tartu.

## Stav jazyka
Současný stav jazyka úzce souvisí s historií samotného národa. Votové se během 11. století dostali pod nadvládu Novgorodské republiky. Od této doby je postihla řada událostí, které měly vliv na pokles jejich populace a asimilaci s Rusy, počínaje hladomorem, válkami a christianizací, až po ovládnutí Moskevským knížectvím, což způsobilo přísun cizího obyvatelstva na jejich území. Následná nadvláda Švédska v 17. století znamenala kromě přílivu Finů také další snahy o konverzi Votů, tentokrát z pravoslaví na luteránství. Konverze se ve větší míře nesetkala s úspěchem, většina zůstala nadále pravoslavnými a navíc mnoho Votů odešlo ze své země do Ruska. Votové také kvůli náboženství neuzavírali sňatky s jazykově příbuznými luteránskými Finy. Po zrušení nevolnictví v roce 1861 začali Votové odcházet do měst. To však na rozdíl od českých zemí, kde zrušení nevolnictví přispělo ke vzniku národního obrození, mělo opačný výsledek a málopočetní Votové začali používat ruštinu na úkor votštiny.
Po sestavení psané podoby ižorštiny v 30. letech 20. století se votština stala posledním jazykem na území severozápadního Sovětského svazu bez své psané formy. Díky tomu se mohlo ve školách, které kromě Ižorů navštěvovali také Votové, začít vyučovat v ižorštině. Votům výuka v ižorštině nepřipadala zvláštní, neboť často sami sebe nerozlišovali od Ižorů. Mladí lidé se přestávali učit votsky a oba jazyky se začaly navzájem ovlivňovat. Dialekty, které nebyly ižorštinou vůbec dotčeny, jsou dnes již vymřelé. V těchto letech byla část votských rolníků deportována ze svého území a během druhé světové války byli téměř všichni evakuováni do Finska. Ti, kteří se později vrátili, měli zakázáno mluvit votsky. Jazyk se tedy přestal dále rozšiřovat a brzy vymřela zbylá nářečí votštiny až na vaipoolské.
Všichni současní mluvčí jsou dnes již starší lidé, přičemž nejmladší z nich se narodil v roce 1938. Mezi sebou už votštinu nepoužívají, ale mluví jí párkrát za rok, když přijedou badatelé. Jejich primárním jazykem se stala ruština. V posledních několika letech však zájem o votštinu vzrostl a snaží se zabránit jejímu úplnému vymření. Zpívají se v ní folklórní písně a připravuje se i vydání nově sestaveného votského slabikáře, neboť jeho stará verze nebyla nikdy vydána a navíc není vhodná pro výuku. Od roku 1994 se začaly v Petrohradě provozovat kurzy votštiny a později se začala vyučovat i na střední škole v Krakolji. Až do této doby se votština nikdy ve školách neučila. Roku 2000 byla Mechmetem Muslimovem vytvořena nová psaná forma jazyka, založená na latince. V roce 2005 založila Tatjana Jefimova Votskou kulturní společnost, která začala vydávat první votské noviny s názvem Maaväci („Lidé země“ neboli „Votové“). O rok později byla votština zastoupena na každoročním hudebním festivalu Liet-Lávlut v Östersundu písní Kui miä kazvõlin kanainõ od estonské folk-metalové skupiny Raud-Ants.
Dne 8. listopadu 2007 byl schválen nový projekt na rozšíření přístavu Usť-Luga, který původně zahrnoval kompletní demolici vesnice Krakolje a rozprostíral se i na území vesnice Lužicy. Podle lingvistů by se přesídlení původního obyvatelstva rovnalo zániku votského jazyka. Po zveřejnění těchto plánů byl Votům v říjnu 2008 Leningradskou oblastí udělen status severského domorodého národa a votština byla následně zapsána do seznamu ohrožených jazyků UNESCO. Usť-lužské stavební konsorcium následně přislíbilo Votům pomoci a oznámilo, že na území vesnice Lužicy průmyslovou zónu nepostaví a rovněž i Krakolje nebude zdemolována.

### Počet mluvčích
| Rok  | Výzkum                       | Počet | Zdroj         |
| ---- | ---------------------------- | ----- | ------------- |
| 1848 | Peter von Köppen             | 5 148 | [ 15 ] [ 48 ] |
| 1915 | Lauri Kettunen               | ~1000 | [ 48 ]        |
| 1926 | sčítání lidu                 | 705   | [ 15 ] [ 48 ] |
| 1930 | expedice Ruské akademie věd  | 500   | [ 48 ]        |
| 1948 | Paul Ariste                  | 100   | [ 48 ]        |
| 1959 | Paul Ariste                  | ~50   | [ 15 ]        |
| 1982 | Heinike Heinsoo, J. Viikberg | 66    | [ 15 ]        |
| 1995 | Heinike Heinsoo              | ~60   | [ 48 ]        |
| 2008 | UNESCO                       | ~20   | [ 6 ]         |

Vůbec první číselné údaje zaznamenal v roce 1848 ruský geograf Peter von Köppen, podle něhož žilo ve 37 vesnicích 5 148 Votů. Následující statistiky však ukázaly, že během sto let od Köppenova průzkumu jejich počet klesl zhruba o 98 %. Roku 1939 byla ve sčítáních lidu vyškrtnuta votská národnost a další čísla zaznamenávali už jen badatelé. Od této doby tedy neexistuje žádné oficiální číslo o počtu mluvčích a jediným je sčítání lidu z roku 1926, kdy votsky mluvilo ještě 705 lidí. Během druhé světové války a Stalinova přesouvání národů však jejich počet značně klesl a v roce 1959 zbývalo už jen asi 50 mluvčích (z toho pouze 70 % rodilých). K roku 1989 mluvilo votsky údajně 62 lidí, nicméně jen polovina z nich ji měla jako svůj rodný jazyk.
Dle sčítání lidu z roku 2002 mluvilo votsky údajně 774 lidí, avšak toto číslo je považováno za chybné. Týdeník The Economist ve svém vydání z 25. prosince 2005 napsal, že zbývá už jen přibližně 20 mluvčích. Stejného výsledku dospělo v roce 2008 i UNESCO ve svém seznamu ohrožených jazyků. Heinike Heinsoo, profesorka baltofinských jazyků na Univerzitě v Tartu, však uvádí, že skutečné číslo by mohlo být okolo 6–10 lidí, pokud by se nepočítali ti, kteří votštinu časem zapomněli nebo jí sice rozumí, ale neumí jí mluvit.
V ruském sčítání lidu z roku 2010 bylo zaznamenáno 68 mluvčích votštiny. Dalších 5 lidí se k votštině jakožto mateřskému jazyku přihlásilo během sčítání lidu v Estonsku v roce 2011.

## Abeceda apravopis
Pravopis votštiny nebyl doposud kodifikován, existuje však několik verzí sestavených různými badateli. Jsou založené buďto na latince nebo na cyrilici, ta se však příliš neujala a obvykle se k zápisu používá latinka.

### Latinská abeceda
| Abeceda podle V. Čerňavského |   |   |   |   |   |   |   |   |   |   |   |   |   |   |   |   |   |   |   |   |   |   |   |   |    |    |   |   |   |    |   |   |   |   |   |
| A                            | B | D | Ď | E | F | G | H | I | J | K | L | Ľ | M | N | Ń | O | P | R | Ŕ | S | Š | Ś | T | Ť | Ts | Tš | U | V | Z | Ž  | Ź | Õ | Ä | Ö | Ü |
| a                            | b | d | ď | e | f | g | h | i | j | k | l | ľ | m | n | ń | o | p | r | ŕ | s | š | ś | t | ť | ts | tš | u | v | z | ž  | ź | õ | ä | ö | ü |
| Abeceda podle T. Jefimové    |   |   |   |   |   |   |   |   |   |   |   |   |   |   |   |   |   |   |   |   |   |   |   |   |    |    |   |   |   |    |   |   |   |   |   |
| A                            | Ä | B | C | D | Ď | E | F | G | H | I | J | K | L | Ľ | M | N | O | Ö | Õ | P | R | S | Š | Z | Ž  | T  | U | V | Ü | Ts |   |   |   |   |   |
| a                            | ä | b | c | d | ď | e | f | g | h | i | j | k | l | ľ | m | n | o | ö | õ | p | r | s | š | z | ž  | t  | u | v | ü | ts |   |   |   |   |   |

Kromě výše uvedených abeced se používá i pravopis sestavený Mechmetem Muslimovem. Podobně jako u abecedy Jefimové se i zde afrikáta [tʃ] zapisuje jako c. Písmena ś, ź a ŕ jsou zde zachována, avšak písmeno ń je zapisováno pomocí vlnovky jako ñ. Vlnovka se vyskytuje (kromě písmena õ) i u písmena ũ, které označuje samohlásku ɨ, jež nemá svůj protějšek ani v jedné z předešlých dvou pravopisných variant. Odlišný zápis je také u písmene dž (zapisováno jako ĵ), které se jinak vyskytuje pouze ve východním nářečí, a dále u písmen ľ (ļ), ď (đ), š (ş), ť (ţ) a ü (y). Kromě těchto písmen existuje ve votštině trigraf śtš, který většinou není součástí abeced. Je přejatý z ruštiny (v azbuce odpovídá písmenu щ) a vyskytuje se pouze v ruských výpůjčkách.
Společné pro všechny tyto tři verze zápisu jsou jen základní písmena latinky a zapisování délek pomocí zdvojení písmena. České dlouhé á by se tedy zapsalo jako aa (toto pravidlo platí jak pro samohlásky, tak i pro souhlásky). V původních votských slovech se nevyskytují písmena f, š a ž. Zápis votštiny latinkou používali v 19.–20. století také Henrik Gabriel Porthan, Elias Lönnrot, Anders Johan Sjögren aj.
Další možností zápisu votštiny je uralská fonetická abeceda, kterou používal např. Paul Ariste. Některá její písmena jsou převzata z cyrilice nebo řecké alfabety, hojně se zde používá diakritika a dlouhé samohlásky se zde zapisují pomocí makronu (české dlouhé á by se tedy zapsalo jako ā).

## Fonetika a fonologie

### Samohlásky
| (IPA) (UPA) | Přední  | Střední | Zadní |
| ----------- | ------- | ------- | ----- |
| Zavřená     | i y i ü | ɨ i̮     | u     |
| Polozavřená | e ø e ö | ɤ e̮     | o     |
| Otevřená    | æ ä     |         | ɑ a   |

Votština má 10 samohlásek, z nichž většina se svou výslovností shoduje s estonskými. Výjimkou je pouze votské õ [ɤ], které je v některých subdialektech trochu vyšší než estonské, tento rozdíl je však zanedbatelný. Jistou zvláštností je i samohláska ɨ, která byla vypůjčena a vyskytuje se pouze v ruských přejatých slovech. Všechny samohlásky mohou být krátké i dlouhé, nicméně v některých nářečích byly dlouhé středové samohlásky ee, oo a öö diftongizovány na ie, uo a üö (např. slovo tee („cesta“) na tie).
Votština má také velkou zásobu dvojhlásek:

ai, oi, ui, õi, äi, öi, üi, ei, oa, ua, õa, ia, ao, uo, io, au, ou, õu, iu, eu, uõ, iä, öä, üä, iü, äü, öü, eü, üe.

#### Vokálová harmonie

Votská vokálová harmonie

Votská vokálová harmonie je podobná finské. Většina slov může obsahovat pouze přední (ä, ö, ü, e) nebo zadní samohlásky (a, o, u, õ), zatímco samohláska i je neutrální a může se tedy vyskytovat v každém slově. Toto pravidlo se používá hlavně při skloňování, časování, nebo jiném připojování sufixů ke kmeni slova. Existuje však mnoho výjimek, které se těmito pravidly neřídí, např. některé druhy přípon, složená a zvukomalebná slova, aj. 

### Souhlásky
Skoro všechny souhlásky ve votštině mají i svoji zdvojenou formu. Zdvojené neboli dlouhé souhlásky se vyslovují stejným způsobem jako ve finštině nebo estonštině, tedy pozdržením dechu. Vyskytují se pouze uvnitř slova a dokážou měnit jeho význam. Votština má také mezi baltofinskými jazyky nejrozsáhlejší systém souhláskového stupňování, nicméně velká část změn se týká jen střídání znělých a neznělých souhlásek.
V ruských výpůjčkách se mohou vyskytovat i dvě nebo tři souhlásky jdoucí za sebou, např. ve slově strela („šíp“). Fonotaktická pravidla uralských jazyků se obecně snaží vyvarovat shluku souhlásek na začátku slova, v současných jazycích však toto pravidlo už není úplně dodržováno.
|            | Bilabiální | Labio- dentální | Dentální | Postal- veolární | Palatální | Velární | Glotální |
| ---------- | ---------- | --------------- | -------- | ---------------- | --------- | ------- | -------- |
| Nazální    | m          |                 | n        |                  |           | ŋ       |          |
| Plozivní   | p, b       |                 | t, d     |                  |           | k, ɡ    |          |
| Afrikátní  |            |                 | ts       | tʃ, dʒ           |           |         |          |
| Frikativní |            | f, v            | s, z     | ʃ, ʒ             | ʝ         | x       | h        |
| Vibrantní  |            |                 | r        |                  |           |         |          |
| Laterální  |            |                 | l        |                  | ʎ         |         |          |

### Přízvuk a intonace
Hlavní přízvuk se nachází většinou na první slabice slova, u složenin na první slabice každého kořene. Výjimku tvoří ruská přejatá slova, která mohou mít hlavní přízvuk jinde než na první slabice, a některá votská slova vzniklá skládáním. Vedlejší přízvuk je na třetí a páté slabice. Intonace je u jakéhokoliv typu vět zpravidla klesavá.

### Historie votské fonologie
Votština má mnoho rysů, které ji odlišují od ostatních baltofinských jazyků. V západních a východních nářečích se souhláska k před předními samohláskami změnila na palatoalveorání afrikátu [tʃ], např. ve slovech tšentšä („bota“, finsky kenkä), mätši („kopec“, finsky mäki) nebo tšeeli („jazyk“, estonsky keel, finsky kieli). Stejné změny jsou patrné také u slovanských jazyků (tzv. první palatalizace), např. v ruštině (четыре [ʨɪˈtɨɾʲɪ], srov. s litevským slovem keturi – „čtyři“), švédštině (köpa [ʧø:pa], „koupit“) nebo italštině (centro [ʧɛntro], „střed“).
Další změny:
- ks (nebo ps) → hs (srov. finské lapsi a votské lahsi – „dítě“)
- st → ss (srov. finské musta a votské mussa – „černá“)
- redukce nazál před plozívami na nepřízvučné slabice (srov. finské suurempi a votské suurõpi – „větší“)

## Morfologie a syntax
Z hlediska morfologické typologie je votština jazykem především aglutinačním, což znamená, že k základu slova se připojují stejně jako u flekčního typu různé předpony a přípony, které však nesou pouze jednu gramatickou kategorii. Mezi slovní druhy patří podstatná jména, přídavná jména, zájmena, číslovky, slovesa, příslovce, předložky a záložky, spojky a citoslovce. Podstatná a přídavná jména se od sebe nijak zásadně neliší a platí pro ně stejná morfologická pravidla. Podobně jako ostatní uralské jazyky má votština oproti češtině navíc záložky (neboli postpozice), které se od předložek (prepozic) liší jen svým pořadím oproti slovu, k němuž se vztahují. Votština nemá členy a jmenný rod. Zájmeno tämä tedy znamená „on“ i „ona“ a z textu se nedá rozpoznat, zda děj či činnost vykonává muž nebo žena. Mluvnická čísla jsou dva, jednotné a množné.

### Skloňování
Votština má 16 pádů: nominativ, genitiv, partitiv, illativ, inessiv, elativ, allativ, adessiv, ablativ, translativ, essiv, komitativ, terminativ, abessiv, excessiv a instruktiv. Kromě těchto pádů se ve votštině v menší míře vyskytují i další tři pády: akuzativ, prolativ a lativ. Tvary akuzativu jsou až na výjimky u některých zájmen shodné s genitivem nebo nominativem. Zbytky prolativu a lativu se vyskytují už jen u pár slov, která se užívají jako příslovce. Někteří rodilí mluvčí nepoužívají také excessiv a jeho funkci nahrazují pomocí elativu. Ačkoliv je pádů oproti češtině větší množství, jejich jednotlivé koncovky jsou stejné pro všechna jména. Podobně jako v estonštině se všechny pády tvoří přidáním dané přípony ke genitivnímu tvaru slova, s výjimkou partitivu a illativu. Při tvoření množného čísla se u všech pádů kromě nominativu a genitivu přidává před pádovou příponu sufix -i. Zákony skloňování jsou stejné pro všechna podstatná a přídavná jména, do jisté míry i pro zájmena a číslovky, kde jsou některé tvary nepravidelné.

### Časování
Slovesa mají šest časů, z nichž dva jsou základní (přítomný a minulý) a zbylé čtyři jsou složené (předpřítomný, předminulý, budoucí a předbudoucí), pro jejichž tvoření se až na budoucí čas používá příčestí. Při tvorbě budoucího času se používají pomocná slovesa liďďä („být v budoucnu“), nõisa („začít“) nebo võttaa („vzít“). Kromě toho lze však budoucnost vyjádřit i časem přítomným nebo syntakticky pomocí pádu předmětu. Existují celkem dva slovesné rody (činný a trpný), dva infinitivy, dvě příčestí (přítomné a minulé, z nichž každé se dál dělí na aktivní a pasivní) a čtyři způsoby (oznamovací, podmiňovací, rozkazovací a potenciál). Potenciál označuje pravděpodobnost děje (např. „snad se něco udělá“) a z votštiny už téměř vymizel.

### Syntax
Slovosled je ve votštině volný. Jeho základním typem je SVO (tedy podmět–přísudek–předmět), nicméně další typy slovosledů jsou také možné. Otázka se v psaném projevu označuje otazníkem na konci věty a je v ní možný slovosled VSO. Zápor se vyjadřuje pomocným negativním slovesem, které se v češtině nevyskytuje a ve větě stojí vždy před slovesem významovým.
Podle studie Gruzínské akademie věd je ve votštině navzdory dlouhodobému působení ruštiny velice málo vět, které jsou svojí konstrukcí podobné ruským.

## Možnosti studia
Votštinu nelze studovat jako samostatný obor. Některé univerzity obvykle nabízejí pouze kurzy votštiny, které jsou zahrnuty do oborů týkajících se baltofinských jazyků. Jejich výuka je možná na následujících univerzitách:
- Helsinská univerzita (Helsingin yliopisto), Filozofická fakulta, obor Baltofinské jazyky;[83]
- Jyväskylská univerzita (Jyväskylän yliopisto), Filozofická fakulta, obor Baltofinské jazyky;[84]
- Univerzita v Tartu (Tartu Ülikool), Filozofická fakulta, obor Ugrofinské jazyky.[85][86]

Mimo univerzity je studium možné také v kurzech v Petrohradě nebo ve škole v Krakolji, kde ji vyučovala jedna z mluvčích, Tatjana Prokopenko.

## Příklady

### Číslovky
| Votsky  | Česky |
| ühs     | jeden |
| kahs    | dva   |
| kõlmõd  | tři   |
| nel’l’e | čtyři |
| viis    | pět   |
| kuus    | šest  |
| seittse | sedm  |
| kahõsa  | osm   |
| ühesä   | devět |
| cümme   | deset |

## Užitečné fráze
| Votsky                  | Česky             |
| Tere!                   | Ahoj!             |
| Üvvä oomnikkoa!         | Dobré ráno!       |
| Üvvä päivä!             | Dobrý den!        |
| Üvvä ohtogoa!           | Dobrý večer!      |
| Jäämme uvasi!           | Uvidíme se!       |
| Üvvä üüte!              | Dobrou noc!       |
| Makka üvässi!           | Dobře se vyspi!   |
| Suurõd passibad!        | Děkuji mnohokrát! |
| Annõ! / Antõga antõssi! | Promiň            |

## Vzorový text
| votsky | Meil őli karjušid. Siz őli palkattu karjušiida nyd enempää eväd, eb őő karjušiid, eväd, tšenni ep taho mennä karjušissi. Nyd tšävvää vuoroo.   |
| finsky | Meillä oli paimenia. Silloin oli palkattu paimenet, mutta enää eivät, ei ole paimenia, eivät, kukaan ei tahdo paimeneksi. Nyt käydään vuoroin. |
| česky  | Měli jsme pastýře. Tehdy byli pastýři najati, ale již nejsou, není pastýřů, nejsou, nikdo nechce být pastýřem. Nyní se střídáme na směny.      |

Otče náš (modlitba Páně):
Isä mejje, kumpõ õõd taivaz,
pühättü õlko sinu nimi, liči tulko sinu valtõ.
Õlko sinu tahto nii maž kui taivaiz.
Annõ meille leipä süümä vartõ i annõ meille meije
võlgõd antõssi kui müü antõssi annõmmõ meije võlgali
sillõ i elä saata meite manitussõ, a pääsä meite pahassõ.
Kui sinu on valtõ i võimõ i slaavõ ičä kõikki.